# Liga Ecuatoriana de Baloncesto Profesional 2022
La Liga Ecuatoriana de Baloncesto Profesional 2022 llamado oficialmente Liga Ecuabet Básquet Pro 2022 por motivos de patrocinio fue la primera (1.ª) edición de la Liga Ecuatoriana de Baloncesto Profesional. El torneó inició el 5 de julio y culminó el 28 de octubre. Participaron 8 equipos de Baloncesto.

## Sistema de juego
El sistema de juego determinado por la Liga Básquet Pro está compuesto por tres etapas:
- Primera etapa: Los ocho equipos jugaron todos contra todos a partidos de ida y vuelta (14 fechas). Los equipos se ordenaron en función de los puntos obtenidos, con dos puntos por victoria y un punto por derrota.
- Segunda etapa: Los ocho equipos se distribuyeron en dos grupos de cuatro equipos, jugando a partidos de ida y vuelta (6 fechas). Terminadas las 2 etapas se obtuvo la tabla acumulada que sirvió para definirse las llaves de la fase final.
- Fase final: Completadas las dos etapas, con base en la tabla acumulada se decidieron las llaves de la eliminación directa jugando cuartos de final, semifinal y final. Los cuartos de final y semifinales se jugaron al mejor de 5 partidos, mientras que la final se jugó al mejor de 7 partidos.

Los enfrentamientos se asignaron de la siguiente manera: 1.° vs. 8.°, 2.° vs. 7.°, 3.° vs. 6.,°4.°vs. 5.°

## Equipos participantes
| Equipo                                                               | Ciudad                                                                       | Coliseo                        | Capacidad |
| -------------------------------------------------------------------- | ---------------------------------------------------------------------------- | ------------------------------ | --------- |
| Barcelona S. C.                                                      | Guayaquil                                                                    | Coliseo Abel Jiménez Parra     | 1,338     |
| Guerreros de Neumane                                                 | [[Archivo:\|20px\|border\|Bandera de Santo Domingo (Ecuador)]] Santo Domingo | Coliseo Tsáchila               | 2,000     |
| CyC Portoviejo                                                       | Portoviejo                                                                   | Coliseo La California          | 5,000     |
| [[Archivo:\|20px\|border\|Bandera de Chimborazo]] Leones de Riobamba | Riobamba                                                                     | Coliseo Teodoro Gallegos Borja | 3,000     |
| Piratas de Los Lagos                                                 | [[Archivo:\|20px\|border\|Bandera de Ibarra]] Ibarra                         | Coliseo Luis Leoro Franco      | 5,000     |
| [[Archivo:\|20px\|border\|Bandera de Pichincha]] Club Spartans       | Quito                                                                        | Coliseo Julio César Hidalgo    | 5,340     |
| Jorge Guzmán                                                         | [[Archivo:\|20px\|border\|Bandera de Loja (Ecuador)]] Loja                   | Coliseo Ciudad de Loja         | 2,000     |
| James Liberio                                                        | Vinces                                                                       | Coliseo Justo Morán Cornejo    | 750       |

## Primera etapa

### Clasificación
| Pos | Equipo               | PJ | PG | PP | %PG   | PPP  | PCPP | Pts |
| --- | -------------------- | -- | -- | -- | ----- | ---- | ---- | --- |
| 1.  | Barcelona S. C.      | 14 | 10 | 4  | 71.4% | 87.1 | 79   | 24  |
| 2.  | Jorge Guzmán         | 14 | 9  | 5  | 64.3% | 91.8 | 86.9 | 23  |
| 3.  | James Liberio        | 14 | 9  | 5  | 64.3% | 84.9 | 84.7 | 23  |
| 4.  | Leones de Riobamba   | 14 | 8  | 6  | 57.1% | 88.5 | 82.6 | 22  |
| 5.  | Piratas de Los Lagos | 14 | 7  | 7  | 50%   | 80.3 | 77.1 | 21  |
| 6.  | Club Spartans        | 14 | 7  | 7  | 50%   | 86.9 | 85.6 | 21  |
| 7.  | Guerreros de Neumane | 14 | 5  | 9  | 35.7% | 79.9 | 82.3 | 19  |
| 8.  | CyC Portoviejo       | 14 | 1  | 13 | 7.1%  | 74   | 95.3 | 15  |

### Resultados
| Local \ Visitante    | BAR    | GUE    | CYC    | LEO    | PIR   | SPA    | JOR     | JAM    |
| -------------------- | ------ | ------ | ------ | ------ | ----- | ------ | ------- | ------ |
| Barcelona S. C.      | —      | 82–68  | 86–69  | 80–82  | 77–63 | 92–79  | 90–79   | 86–92  |
| Guerreros de Neumane | 71–89  | —      | 79–63  | 95–88  | 73–86 | 84–78  | 68–86   | 81–75  |
| CyC Portoviejo       | 85–105 | 78–91  | —      | 88–96  | 65–80 | 78–77  | 80–112  | 81–101 |
| Leones de Riobamba   | 88–101 | 86–83  | 112–60 | —      | 83–78 | 83–74  | 94–97   | 103–59 |
| Piratas de Los Lagos | 72–74  | 63–59  | 97–72  | 82–74  | —     | 80–84  | 94–78   | 80–82  |
| Club Spartans        | 91–86  | 88–84  | 114–73 | 93–102 | 93–85 | —      | 96–80   | 98–102 |
| Jorge Guzmán         | 79–87  | 102–97 | 93–66  | 87–83  | 95–90 | 102–77 | —       | 95–87  |
| James Liberio        | 88–85  | 88–85  | 91–78  | 79–65  | 70–74 | 68–75  | 107–100 | —      |

## Segunda etapa

### Clasificación
| Pos | Equipo             | PJ | PG | PP | %PG  | PPP  | PCPP | Pts |
| --- | ------------------ | -- | -- | -- | ---- | ---- | ---- | --- |
| 1.  | Leones de Riobamba | 6  | 6  | 0  | 100% | 89   | 75   | 12  |
| 2.  | Club Spartans      | 6  | 3  | 3  | 50%  | 91.8 | 81   | 9   |
| 3.  | Barcelona S. C.    | 6  | 3  | 3  | 50%  | 85.6 | 78.5 | 9   |
| 4.  | CyC Portoviejo     | 6  | 0  | 6  | 0%   | 63   | 95   | 6   |

### Resultados
- Los horarios corresponden al huso horario de Ecuador: (UTC-05:00).

| 30 de agosto, 20:00                  | Barcelona S. C.                      | 85 – 56                              | CyC Portoviejo                             |  |
|                                      |                                      |                                      |                                            |  |
| Parciales: 22–9, 23–14, 19–11, 21–22 | Parciales: 22–9, 23–14, 19–11, 21–22 | Parciales: 22–9, 23–14, 19–11, 21–22 | Coliseo Voltaire Paladines Polo, Guayaquil |  |
| Raúl Freire Del Tio - 26             | Pts                                  | 21 - Raymond Miller Jr.              | Coliseo Voltaire Paladines Polo, Guayaquil |  |
| Raúl Freire Del Tio - 1              | Rebs                                 | 1 - Erick Martínez                   | Coliseo Voltaire Paladines Polo, Guayaquil |  |
| Elías Medina - 3                     | Asists                               | 2 - Erick Martínez                   | Coliseo Voltaire Paladines Polo, Guayaquil |  |

| 30 de agosto, 20:00                   | Leones de Riobamba                    | 75 – 73                               | Club Spartans                            |  |
|                                       |                                       |                                       |                                          |  |
| Parciales: 22–11, 16–23, 21–16, 16–23 | Parciales: 22–11, 16–23, 21–16, 16–23 | Parciales: 22–11, 16–23, 21–16, 16–23 | Coliseo Teodoro Gallegos Borja, Riobamba |  |
| Javier Bollo - 31                     | Pts                                   | 25 - Martín Chervo                    | Coliseo Teodoro Gallegos Borja, Riobamba |  |
| Javier Bollo - 11                     | Rebs                                  | 9 - Andrés Cochambay                  | Coliseo Teodoro Gallegos Borja, Riobamba |  |
| Niremberg Escalona - 3                | Asists                                | 3 - Alfredo Salgado                   | Coliseo Teodoro Gallegos Borja, Riobamba |  |

| 30 de agosto, 20:00                  | Barcelona S. C.                      | 85 – 56                              | CyC Portoviejo                             |  |
|                                      |                                      |                                      |                                            |  |
| Parciales: 22–9, 23–14, 19–11, 21–22 | Parciales: 22–9, 23–14, 19–11, 21–22 | Parciales: 22–9, 23–14, 19–11, 21–22 | Coliseo Voltaire Paladines Polo, Guayaquil |  |
| Raúl Freire Del Tio - 26             | Pts                                  | 21 - Raymond Miller Jr.              | Coliseo Voltaire Paladines Polo, Guayaquil |  |
| Raúl Freire Del Tio - 1              | Rebs                                 | 1 - Erick Martínez                   | Coliseo Voltaire Paladines Polo, Guayaquil |  |
| Elías Medina - 3                     | Asists                               | 2 - Erick Martínez                   | Coliseo Voltaire Paladines Polo, Guayaquil |  |

| 30 de agosto, 20:00                   | Leones de Riobamba                    | 75 – 73                               | Club Spartans                            |  |
|                                       |                                       |                                       |                                          |  |
| Parciales: 22–11, 16–23, 21–16, 16–23 | Parciales: 22–11, 16–23, 21–16, 16–23 | Parciales: 22–11, 16–23, 21–16, 16–23 | Coliseo Teodoro Gallegos Borja, Riobamba |  |
| Javier Bollo - 31                     | Pts                                   | 25 - Martín Chervo                    | Coliseo Teodoro Gallegos Borja, Riobamba |  |
| Javier Bollo - 11                     | Rebs                                  | 9 - Andrés Cochambay                  | Coliseo Teodoro Gallegos Borja, Riobamba |  |
| Niremberg Escalona - 3                | Asists                                | 3 - Alfredo Salgado                   | Coliseo Teodoro Gallegos Borja, Riobamba |  |

| 2 de sept, 20:00                     | CyC Portoviejo                       | 50 – 87                              | Leones de Riobamba                |  |
|                                      |                                      |                                      |                                   |  |
| Parciales: 11–24, 7–22, 20–29, 12–12 | Parciales: 11–24, 7–22, 20–29, 12–12 | Parciales: 11–24, 7–22, 20–29, 12–12 | Coliseo La California, Portoviejo |  |
| Óscar Contreras - 17                 | Pts                                  | 19 - Niremberg Escalona              | Coliseo La California, Portoviejo |  |
| Nixon Mina - 5                       | Rebs                                 | 5 - Niremberg Escalona               | Coliseo La California, Portoviejo |  |
| Óscar Contreras - 2                  | Asists                               | 2 - Mateo Moncayo                    | Coliseo La California, Portoviejo |  |

| 3 de sept, 17:00                      | Club Spartans                         | 77 – 93                               | Barcelona S. C.                   |  |
|                                       |                                       |                                       |                                   |  |
| Parciales: 12–24, 18–27, 25–19, 22–23 | Parciales: 12–24, 18–27, 25–19, 22–23 | Parciales: 12–24, 18–27, 25–19, 22–23 | Coliseo de la LDP de Nayón, Quito |  |
| Martín Chervo - 24                    | Pts                                   | 24 - Yasmani Fundora                  | Coliseo de la LDP de Nayón, Quito |  |
| Martín Chervo - 8                     | Rebs                                  | 11 - Octavio Muñoz                    | Coliseo de la LDP de Nayón, Quito |  |
| Robinson Saa Rueda - 7                | Asists                                | 5 - Octavio Muñoz                     | Coliseo de la LDP de Nayón, Quito |  |

| 2 de sept, 20:00                     | CyC Portoviejo                       | 50 – 87                              | Leones de Riobamba                |  |
|                                      |                                      |                                      |                                   |  |
| Parciales: 11–24, 7–22, 20–29, 12–12 | Parciales: 11–24, 7–22, 20–29, 12–12 | Parciales: 11–24, 7–22, 20–29, 12–12 | Coliseo La California, Portoviejo |  |
| Óscar Contreras - 17                 | Pts                                  | 19 - Niremberg Escalona              | Coliseo La California, Portoviejo |  |
| Nixon Mina - 5                       | Rebs                                 | 5 - Niremberg Escalona               | Coliseo La California, Portoviejo |  |
| Óscar Contreras - 2                  | Asists                               | 2 - Mateo Moncayo                    | Coliseo La California, Portoviejo |  |

| 3 de sept, 17:00                      | Club Spartans                         | 77 – 93                               | Barcelona S. C.                   |  |
|                                       |                                       |                                       |                                   |  |
| Parciales: 12–24, 18–27, 25–19, 22–23 | Parciales: 12–24, 18–27, 25–19, 22–23 | Parciales: 12–24, 18–27, 25–19, 22–23 | Coliseo de la LDP de Nayón, Quito |  |
| Martín Chervo - 24                    | Pts                                   | 24 - Yasmani Fundora                  | Coliseo de la LDP de Nayón, Quito |  |
| Martín Chervo - 8                     | Rebs                                  | 11 - Octavio Muñoz                    | Coliseo de la LDP de Nayón, Quito |  |
| Robinson Saa Rueda - 7                | Asists                                | 5 - Octavio Muñoz                     | Coliseo de la LDP de Nayón, Quito |  |

| 6 de sept, 20:00                      | Club Spartans                         | 114 – 60                              | CyC Portoviejo                    |  |
|                                       |                                       |                                       |                                   |  |
| Parciales: 34–14, 25–11, 26–17, 29–18 | Parciales: 34–14, 25–11, 26–17, 29–18 | Parciales: 34–14, 25–11, 26–17, 29–18 | Coliseo de la LDP de Nayón, Quito |  |
| Martín Chervo - 42                    | Pts                                   | 26 - Óscar Contreras                  | Coliseo de la LDP de Nayón, Quito |  |
| Martín Chervo - 12                    | Rebs                                  | 8 - Nixon Mina                        | Coliseo de la LDP de Nayón, Quito |  |
| Robinson Saa Rueda - 16               | Asists                                | 2 - Óscar Contreras                   | Coliseo de la LDP de Nayón, Quito |  |

| 6 de sept, 20:00                      | Barcelona S. C.                       | 73 – 78                               | Leones de Riobamba                         |  |
|                                       |                                       |                                       |                                            |  |
| Parciales: 16–18, 22–18, 18–19, 17–23 | Parciales: 16–18, 22–18, 18–19, 17–23 | Parciales: 16–18, 22–18, 18–19, 17–23 | Coliseo Voltaire Paladines Polo, Guayaquil |  |
| Yasmani Fundora - 36                  | Pts                                   | 23 - Jorge Banegas                    | Coliseo Voltaire Paladines Polo, Guayaquil |  |
| Octavio Muñoz - 1                     | Rebs                                  |                                       | Coliseo Voltaire Paladines Polo, Guayaquil |  |
| Octavio Muñoz - 6                     | Asists                                | 4 - Jorge Banegas                     | Coliseo Voltaire Paladines Polo, Guayaquil |  |

| 6 de sept, 20:00                      | Club Spartans                         | 114 – 60                              | CyC Portoviejo                    |  |
|                                       |                                       |                                       |                                   |  |
| Parciales: 34–14, 25–11, 26–17, 29–18 | Parciales: 34–14, 25–11, 26–17, 29–18 | Parciales: 34–14, 25–11, 26–17, 29–18 | Coliseo de la LDP de Nayón, Quito |  |
| Martín Chervo - 42                    | Pts                                   | 26 - Óscar Contreras                  | Coliseo de la LDP de Nayón, Quito |  |
| Martín Chervo - 12                    | Rebs                                  | 8 - Nixon Mina                        | Coliseo de la LDP de Nayón, Quito |  |
| Robinson Saa Rueda - 16               | Asists                                | 2 - Óscar Contreras                   | Coliseo de la LDP de Nayón, Quito |  |

| 6 de sept, 20:00                      | Barcelona S. C.                       | 73 – 78                               | Leones de Riobamba                         |  |
|                                       |                                       |                                       |                                            |  |
| Parciales: 16–18, 22–18, 18–19, 17–23 | Parciales: 16–18, 22–18, 18–19, 17–23 | Parciales: 16–18, 22–18, 18–19, 17–23 | Coliseo Voltaire Paladines Polo, Guayaquil |  |
| Yasmani Fundora - 36                  | Pts                                   | 23 - Jorge Banegas                    | Coliseo Voltaire Paladines Polo, Guayaquil |  |
| Octavio Muñoz - 1                     | Rebs                                  |                                       | Coliseo Voltaire Paladines Polo, Guayaquil |  |
| Octavio Muñoz - 6                     | Asists                                | 4 - Jorge Banegas                     | Coliseo Voltaire Paladines Polo, Guayaquil |  |

| 9 de sept, 20:00                      | CyC Portoviejo                        | 80 – 91                               | Club Spartans                     |  |
|                                       |                                       |                                       |                                   |  |
| Parciales: 15–23, 27–12, 14–34, 24–22 | Parciales: 15–23, 27–12, 14–34, 24–22 | Parciales: 15–23, 27–12, 14–34, 24–22 | Coliseo La California, Portoviejo |  |
| Óscar Contreras - 18                  | Pts                                   | 24 - Martín Chervo                    | Coliseo La California, Portoviejo |  |
| Jimmy Pinargote - 10                  | Rebs                                  | 13 - Juan Fernández                   | Coliseo La California, Portoviejo |  |
| Jonathan Maxwell - 6                  | Asists                                | 5 - Robinson Saa Rueda                | Coliseo La California, Portoviejo |  |

| 10 de sept, 20:00                     | Leones de Riobamba                    | 98 – 88                               | Barcelona S. C.                          |  |
|                                       |                                       |                                       |                                          |  |
| Parciales: 27–20, 25–26, 26–14, 20–28 | Parciales: 27–20, 25–26, 26–14, 20–28 | Parciales: 27–20, 25–26, 26–14, 20–28 | Coliseo Teodoro Gallegos Borja, Riobamba |  |
| Jorge Banegas - 30                    | Pts                                   | 25 - Tirrell Brown                    | Coliseo Teodoro Gallegos Borja, Riobamba |  |
| Carlos Carcélen - 9                   | Rebs                                  | 9 - Tirrell Brown                     | Coliseo Teodoro Gallegos Borja, Riobamba |  |
| Jorge Banegas - 4                     | Asists                                | 2 - Andrés Carmona                    | Coliseo Teodoro Gallegos Borja, Riobamba |  |

| 9 de sept, 20:00                      | CyC Portoviejo                        | 80 – 91                               | Club Spartans                     |  |
|                                       |                                       |                                       |                                   |  |
| Parciales: 15–23, 27–12, 14–34, 24–22 | Parciales: 15–23, 27–12, 14–34, 24–22 | Parciales: 15–23, 27–12, 14–34, 24–22 | Coliseo La California, Portoviejo |  |
| Óscar Contreras - 18                  | Pts                                   | 24 - Martín Chervo                    | Coliseo La California, Portoviejo |  |
| Jimmy Pinargote - 10                  | Rebs                                  | 13 - Juan Fernández                   | Coliseo La California, Portoviejo |  |
| Jonathan Maxwell - 6                  | Asists                                | 5 - Robinson Saa Rueda                | Coliseo La California, Portoviejo |  |

| 10 de sept, 20:00                     | Leones de Riobamba                    | 98 – 88                               | Barcelona S. C.                          |  |
|                                       |                                       |                                       |                                          |  |
| Parciales: 27–20, 25–26, 26–14, 20–28 | Parciales: 27–20, 25–26, 26–14, 20–28 | Parciales: 27–20, 25–26, 26–14, 20–28 | Coliseo Teodoro Gallegos Borja, Riobamba |  |
| Jorge Banegas - 30                    | Pts                                   | 25 - Tirrell Brown                    | Coliseo Teodoro Gallegos Borja, Riobamba |  |
| Carlos Carcélen - 9                   | Rebs                                  | 9 - Tirrell Brown                     | Coliseo Teodoro Gallegos Borja, Riobamba |  |
| Jorge Banegas - 4                     | Asists                                | 2 - Andrés Carmona                    | Coliseo Teodoro Gallegos Borja, Riobamba |  |

| 14 de sept, 20:00                     | Leones de Riobamba                    | 97 – 71                               | CyC Portoviejo                           |  |
|                                       |                                       |                                       |                                          |  |
| Parciales: 30–16, 27–12, 22–21, 18–22 | Parciales: 30–16, 27–12, 22–21, 18–22 | Parciales: 30–16, 27–12, 22–21, 18–22 | Coliseo Teodoro Gallegos Borja, Riobamba |  |
| Mateo Moncayo - 17                    | Pts                                   | 25 - Jonathan Maxwell                 | Coliseo Teodoro Gallegos Borja, Riobamba |  |
| Mateo Moncayo - 6                     | Rebs                                  | 7 - Óscar Contreras                   | Coliseo Teodoro Gallegos Borja, Riobamba |  |
| Mateo Moncayo - 3                     | Asists                                | 3 - Óscar Contreras                   | Coliseo Teodoro Gallegos Borja, Riobamba |  |

| 14 de sept, 20:00                     | Barcelona S. C.                       | 79 – 101                              | Club Spartans                              |  |
|                                       |                                       |                                       |                                            |  |
| Parciales: 21–28, 16–24, 24–26, 18–28 | Parciales: 21–28, 16–24, 24–26, 18–28 | Parciales: 21–28, 16–24, 24–26, 18–28 | Coliseo Voltaire Paladines Polo, Guayaquil |  |
| Yasmani Fundora - 26                  | Pts                                   | 28 - Martín Chervo                    | Coliseo Voltaire Paladines Polo, Guayaquil |  |

| 14 de sept, 20:00                     | Leones de Riobamba                    | 97 – 71                               | CyC Portoviejo                           |  |
|                                       |                                       |                                       |                                          |  |
| Parciales: 30–16, 27–12, 22–21, 18–22 | Parciales: 30–16, 27–12, 22–21, 18–22 | Parciales: 30–16, 27–12, 22–21, 18–22 | Coliseo Teodoro Gallegos Borja, Riobamba |  |
| Mateo Moncayo - 17                    | Pts                                   | 25 - Jonathan Maxwell                 | Coliseo Teodoro Gallegos Borja, Riobamba |  |
| Mateo Moncayo - 6                     | Rebs                                  | 7 - Óscar Contreras                   | Coliseo Teodoro Gallegos Borja, Riobamba |  |
| Mateo Moncayo - 3                     | Asists                                | 3 - Óscar Contreras                   | Coliseo Teodoro Gallegos Borja, Riobamba |  |

| 14 de sept, 20:00                     | Barcelona S. C.                       | 79 – 101                              | Club Spartans                              |  |
|                                       |                                       |                                       |                                            |  |
| Parciales: 21–28, 16–24, 24–26, 18–28 | Parciales: 21–28, 16–24, 24–26, 18–28 | Parciales: 21–28, 16–24, 24–26, 18–28 | Coliseo Voltaire Paladines Polo, Guayaquil |  |
| Yasmani Fundora - 26                  | Pts                                   | 28 - Martín Chervo                    | Coliseo Voltaire Paladines Polo, Guayaquil |  |

| 16 de sept, 20:00                     | CyC Portoviejo                        | 61 – 96                               | Barcelona S. C.                   |  |
|                                       |                                       |                                       |                                   |  |
| Parciales: 16–24, 17–26, 16–29, 12–17 | Parciales: 16–24, 17–26, 16–29, 12–17 | Parciales: 16–24, 17–26, 16–29, 12–17 | Coliseo La California, Portoviejo |  |
| Jonathan Maxwell - 13                 | Pts                                   | 18 - Reggie Baker                     | Coliseo La California, Portoviejo |  |
| Nixon Mina - 12                       | Rebs                                  | 9 - Jair Roldán                       | Coliseo La California, Portoviejo |  |
| Jonathan Maxwell - 1                  | Asists                                | 3 - Yasmani Fundora                   | Coliseo La California, Portoviejo |  |

| 17 de sept, 20:00                     | Club Spartans                         | 95 – 99                               | Leones de Riobamba                |  |
|                                       |                                       |                                       |                                   |  |
| Parciales: 13–21, 24–19, 35–29, 23–24 | Parciales: 13–21, 24–19, 35–29, 23–24 | Parciales: 13–21, 24–19, 35–29, 23–24 | Coliseo de la LDP de Nayon, Quito |  |
| Martín Chervo - 28                    | Pts                                   | 23 - Jorge Banegas                    | Coliseo de la LDP de Nayon, Quito |  |
| Martín Chervo - 11                    | Rebs                                  | 16 - Javier Bollo                     | Coliseo de la LDP de Nayon, Quito |  |
| Álvaro Peña - 5                       | Asists                                | 3 - Mateo Moncayo                     | Coliseo de la LDP de Nayon, Quito |  |

| 16 de sept, 20:00                     | CyC Portoviejo                        | 61 – 96                               | Barcelona S. C.                   |  |
|                                       |                                       |                                       |                                   |  |
| Parciales: 16–24, 17–26, 16–29, 12–17 | Parciales: 16–24, 17–26, 16–29, 12–17 | Parciales: 16–24, 17–26, 16–29, 12–17 | Coliseo La California, Portoviejo |  |
| Jonathan Maxwell - 13                 | Pts                                   | 18 - Reggie Baker                     | Coliseo La California, Portoviejo |  |
| Nixon Mina - 12                       | Rebs                                  | 9 - Jair Roldán                       | Coliseo La California, Portoviejo |  |
| Jonathan Maxwell - 1                  | Asists                                | 3 - Yasmani Fundora                   | Coliseo La California, Portoviejo |  |

| 17 de sept, 20:00                     | Club Spartans                         | 95 – 99                               | Leones de Riobamba                |  |
|                                       |                                       |                                       |                                   |  |
| Parciales: 13–21, 24–19, 35–29, 23–24 | Parciales: 13–21, 24–19, 35–29, 23–24 | Parciales: 13–21, 24–19, 35–29, 23–24 | Coliseo de la LDP de Nayon, Quito |  |
| Martín Chervo - 28                    | Pts                                   | 23 - Jorge Banegas                    | Coliseo de la LDP de Nayon, Quito |  |
| Martín Chervo - 11                    | Rebs                                  | 16 - Javier Bollo                     | Coliseo de la LDP de Nayon, Quito |  |
| Álvaro Peña - 5                       | Asists                                | 3 - Mateo Moncayo                     | Coliseo de la LDP de Nayon, Quito |  |

### Clasificación
| Pos | Equipo               | PJ | PG | PP | %PG | PPP  | PCPP | Pts |
| --- | -------------------- | -- | -- | -- | --- | ---- | ---- | --- |
| 1.  | Piratas de Los Lagos | 6  | 5  | 1  | 83% | 83   | 74.6 | 11  |
| 2.  | Jorge Guzmán         | 6  | 3  | 3  | 50% | 84.5 | 85.5 | 9   |
| 3.  | Guerreros de Neumane | 6  | 2  | 4  | 33% | 78.8 | 81.8 | 8   |
| 4.  | James Liberio        | 6  | 2  | 4  | 33% | 81.6 | 86   | 8   |

### Resultados
- Los horarios corresponden al huso horario de Ecuador: (UTC-05:00).

| 30 de agosto, 20:00                   | Jorge Guzmán                          | 85 – 81                               | Guerreros de Neumane         |  |
|                                       |                                       |                                       |                              |  |
| Parciales: 23–18, 26–24, 19–15, 17–24 | Parciales: 23–18, 26–24, 19–15, 17–24 | Parciales: 23–18, 26–24, 19–15, 17–24 | Coliseo Ciudad de Loja, Loja |  |
| Demián Álvarez - 32                   | Pts                                   | 20 - Justin Pierce                    | Coliseo Ciudad de Loja, Loja |  |
| Edgardo Torne - 7                     | Rebs                                  | 10 - Troy Jones                       | Coliseo Ciudad de Loja, Loja |  |
| Franco Borsellino - 10                | Asists                                | 3 - Justin Pierce                     | Coliseo Ciudad de Loja, Loja |  |

| 31 de agosto, 20:00                   | James Liberio                         | 70 – 72                               | Piratas de Los Lagos                |  |
|                                       |                                       |                                       |                                     |  |
| Parciales: 16–13, 20–13, 16–18, 18–28 | Parciales: 16–13, 20–13, 16–18, 18–28 | Parciales: 16–13, 20–13, 16–18, 18–28 | Coliseo Justo Morán Cornejo, Vinces |  |
| Paul Marigney - 32                    | Pts                                   | 26 - Myles Thomas                     | Coliseo Justo Morán Cornejo, Vinces |  |
| Paul Marigney - 14                    | Rebs                                  | 10 - Eduard Caicedo                   | Coliseo Justo Morán Cornejo, Vinces |  |
| Paul Marigney - 6                     | Asists                                | 4 - David Arcila                      | Coliseo Justo Morán Cornejo, Vinces |  |

| 30 de agosto, 20:00                   | Jorge Guzmán                          | 85 – 81                               | Guerreros de Neumane         |  |
|                                       |                                       |                                       |                              |  |
| Parciales: 23–18, 26–24, 19–15, 17–24 | Parciales: 23–18, 26–24, 19–15, 17–24 | Parciales: 23–18, 26–24, 19–15, 17–24 | Coliseo Ciudad de Loja, Loja |  |
| Demián Álvarez - 32                   | Pts                                   | 20 - Justin Pierce                    | Coliseo Ciudad de Loja, Loja |  |
| Edgardo Torne - 7                     | Rebs                                  | 10 - Troy Jones                       | Coliseo Ciudad de Loja, Loja |  |
| Franco Borsellino - 10                | Asists                                | 3 - Justin Pierce                     | Coliseo Ciudad de Loja, Loja |  |

| 31 de agosto, 20:00                   | James Liberio                         | 70 – 72                               | Piratas de Los Lagos                |  |
|                                       |                                       |                                       |                                     |  |
| Parciales: 16–13, 20–13, 16–18, 18–28 | Parciales: 16–13, 20–13, 16–18, 18–28 | Parciales: 16–13, 20–13, 16–18, 18–28 | Coliseo Justo Morán Cornejo, Vinces |  |
| Paul Marigney - 32                    | Pts                                   | 26 - Myles Thomas                     | Coliseo Justo Morán Cornejo, Vinces |  |
| Paul Marigney - 14                    | Rebs                                  | 10 - Eduard Caicedo                   | Coliseo Justo Morán Cornejo, Vinces |  |
| Paul Marigney - 6                     | Asists                                | 4 - David Arcila                      | Coliseo Justo Morán Cornejo, Vinces |  |

| 2 de sept, 20:00                      | Club Guerreros de Neumane             | 96 – 82                               | James Liberio                   |  |
|                                       |                                       |                                       |                                 |  |
| Parciales: 27–10, 25–16, 20–23, 24–33 | Parciales: 27–10, 25–16, 20–23, 24–33 | Parciales: 27–10, 25–16, 20–23, 24–33 | Coliseo Tsáchila, Santo Domingo |  |
| Andrés Valencia - 30                  | Pts                                   | 22 - Anderson Chancellor              | Coliseo Tsáchila, Santo Domingo |  |
| Andrés Valencia - 11                  | Rebs                                  | 8 - Anderson Chancellor               | Coliseo Tsáchila, Santo Domingo |  |
| Alan Paredes - 3                      | Asists                                | 5 - Paul Marigney                     | Coliseo Tsáchila, Santo Domingo |  |

| 3 de sept, 20:00                      | Piratas de Los Lagos                  | 79 – 72                               | Club Deportivo Jorge Guzmán       |  |
|                                       |                                       |                                       |                                   |  |
| Parciales: 24–15, 12–21, 21–13, 22–23 | Parciales: 24–15, 12–21, 21–13, 22–23 | Parciales: 24–15, 12–21, 21–13, 22–23 | Coliseo Luis Leoro Franco, Ibarra |  |
| Alejo Montes - 26                     | Pts                                   | 23 - Franco Borsellino                | Coliseo Luis Leoro Franco, Ibarra |  |
| Myles Thomas - 9                      | Rebs                                  | 8 - Demián Álvarez                    | Coliseo Luis Leoro Franco, Ibarra |  |
| David Arcila - 8                      | Asists                                | 10 - Franco Borsellino                | Coliseo Luis Leoro Franco, Ibarra |  |

| 2 de sept, 20:00                      | Club Guerreros de Neumane             | 96 – 82                               | James Liberio                   |  |
|                                       |                                       |                                       |                                 |  |
| Parciales: 27–10, 25–16, 20–23, 24–33 | Parciales: 27–10, 25–16, 20–23, 24–33 | Parciales: 27–10, 25–16, 20–23, 24–33 | Coliseo Tsáchila, Santo Domingo |  |
| Andrés Valencia - 30                  | Pts                                   | 22 - Anderson Chancellor              | Coliseo Tsáchila, Santo Domingo |  |
| Andrés Valencia - 11                  | Rebs                                  | 8 - Anderson Chancellor               | Coliseo Tsáchila, Santo Domingo |  |
| Alan Paredes - 3                      | Asists                                | 5 - Paul Marigney                     | Coliseo Tsáchila, Santo Domingo |  |

| 3 de sept, 20:00                      | Piratas de Los Lagos                  | 79 – 72                               | Club Deportivo Jorge Guzmán       |  |
|                                       |                                       |                                       |                                   |  |
| Parciales: 24–15, 12–21, 21–13, 22–23 | Parciales: 24–15, 12–21, 21–13, 22–23 | Parciales: 24–15, 12–21, 21–13, 22–23 | Coliseo Luis Leoro Franco, Ibarra |  |
| Alejo Montes - 26                     | Pts                                   | 23 - Franco Borsellino                | Coliseo Luis Leoro Franco, Ibarra |  |
| Myles Thomas - 9                      | Rebs                                  | 8 - Demián Álvarez                    | Coliseo Luis Leoro Franco, Ibarra |  |
| David Arcila - 8                      | Asists                                | 10 - Franco Borsellino                | Coliseo Luis Leoro Franco, Ibarra |  |

| 6 de sept, 20:00                     | Piratas de Los Lagos                 | 80 – 64                              | Guerreros de Neumane              |  |
|                                      |                                      |                                      |                                   |  |
| Parciales: 23–18, 20–16, 23–9, 14–21 | Parciales: 23–18, 20–16, 23–9, 14–21 | Parciales: 23–18, 20–16, 23–9, 14–21 | Coliseo Luis Leoro Franco, Ibarra |  |
| Luis Riascos - 18                    | Pts                                  | 21 - Andrés Valencia                 | Coliseo Luis Leoro Franco, Ibarra |  |
| Paul Larsen - 10                     | Rebs                                 | 11 - Andrés Valencia                 | Coliseo Luis Leoro Franco, Ibarra |  |
| Alejo Montes - 6                     | Asists                               | 4 - Justin Pierce                    | Coliseo Luis Leoro Franco, Ibarra |  |

| 7 de sept, 20:00                      | Jorge Guzmán                          | 99 – 90                               | James Liberio                |  |
|                                       |                                       |                                       |                              |  |
| Parciales: 27–23, 19–27, 23–19, 30–21 | Parciales: 27–23, 19–27, 23–19, 30–21 | Parciales: 27–23, 19–27, 23–19, 30–21 | Coliseo Ciudad de Loja, Loja |  |
| Franco Borsellino - 28                | Pts                                   | 21 - Paul Marigney                    | Coliseo Ciudad de Loja, Loja |  |
| Edgardo Torne - 11                    | Rebs                                  | 10 - Paul Marigney                    | Coliseo Ciudad de Loja, Loja |  |
| Franco Borsellino - 7                 | Asists                                | 4 - Paul Marigney                     | Coliseo Ciudad de Loja, Loja |  |

| 6 de sept, 20:00                     | Piratas de Los Lagos                 | 80 – 64                              | Guerreros de Neumane              |  |
|                                      |                                      |                                      |                                   |  |
| Parciales: 23–18, 20–16, 23–9, 14–21 | Parciales: 23–18, 20–16, 23–9, 14–21 | Parciales: 23–18, 20–16, 23–9, 14–21 | Coliseo Luis Leoro Franco, Ibarra |  |
| Luis Riascos - 18                    | Pts                                  | 21 - Andrés Valencia                 | Coliseo Luis Leoro Franco, Ibarra |  |
| Paul Larsen - 10                     | Rebs                                 | 11 - Andrés Valencia                 | Coliseo Luis Leoro Franco, Ibarra |  |
| Alejo Montes - 6                     | Asists                               | 4 - Justin Pierce                    | Coliseo Luis Leoro Franco, Ibarra |  |

| 7 de sept, 20:00                      | Jorge Guzmán                          | 99 – 90                               | James Liberio                |  |
|                                       |                                       |                                       |                              |  |
| Parciales: 27–23, 19–27, 23–19, 30–21 | Parciales: 27–23, 19–27, 23–19, 30–21 | Parciales: 27–23, 19–27, 23–19, 30–21 | Coliseo Ciudad de Loja, Loja |  |
| Franco Borsellino - 28                | Pts                                   | 21 - Paul Marigney                    | Coliseo Ciudad de Loja, Loja |  |
| Edgardo Torne - 11                    | Rebs                                  | 10 - Paul Marigney                    | Coliseo Ciudad de Loja, Loja |  |
| Franco Borsellino - 7                 | Asists                                | 4 - Paul Marigney                     | Coliseo Ciudad de Loja, Loja |  |

| 9 de sept, 20:00                      | James Liberio                         | 84 – 83                               | Jorge Gúzman                        |  |
|                                       |                                       |                                       |                                     |  |
| Parciales: 23–18, 27–10, 19–27, 15–28 | Parciales: 23–18, 27–10, 19–27, 15–28 | Parciales: 23–18, 27–10, 19–27, 15–28 | Coliseo Justo Morán Cornejo, Vinces |  |
| Paul Marigney - 27                    | Pts                                   | 21 - Demián Álvarez                   | Coliseo Justo Morán Cornejo, Vinces |  |
| Anderson Chancellor - 11              | Rebs                                  | 7 - Montaño Gamboa                    | Coliseo Justo Morán Cornejo, Vinces |  |
| José Moreno - 2                       | Asists                                | 3 - Franco Borsellino                 | Coliseo Justo Morán Cornejo, Vinces |  |

| 10 de sept, 20:00                     | Guerreros de Neumane                  | 68 – 86                               | Piratas de Los Lagos            |  |
|                                       |                                       |                                       |                                 |  |
| Parciales: 15–26, 14–15, 25–23, 14–22 | Parciales: 15–26, 14–15, 25–23, 14–22 | Parciales: 15–26, 14–15, 25–23, 14–22 | Coliseo Tsáchila, Santo Domingo |  |
| Andrés Valencia - 25                  | Pts                                   | 31 - Alejo Montes                     | Coliseo Tsáchila, Santo Domingo |  |
| Andrés Bejarano - 7                   | Rebs                                  | 7 - Paul Larsen                       | Coliseo Tsáchila, Santo Domingo |  |
| Sebastián Obando - 5                  | Asists                                | 5 - David Arcila                      | Coliseo Tsáchila, Santo Domingo |  |

| 9 de sept, 20:00                      | James Liberio                         | 84 – 83                               | Jorge Gúzman                        |  |
|                                       |                                       |                                       |                                     |  |
| Parciales: 23–18, 27–10, 19–27, 15–28 | Parciales: 23–18, 27–10, 19–27, 15–28 | Parciales: 23–18, 27–10, 19–27, 15–28 | Coliseo Justo Morán Cornejo, Vinces |  |
| Paul Marigney - 27                    | Pts                                   | 21 - Demián Álvarez                   | Coliseo Justo Morán Cornejo, Vinces |  |
| Anderson Chancellor - 11              | Rebs                                  | 7 - Montaño Gamboa                    | Coliseo Justo Morán Cornejo, Vinces |  |
| José Moreno - 2                       | Asists                                | 3 - Franco Borsellino                 | Coliseo Justo Morán Cornejo, Vinces |  |

| 10 de sept, 20:00                     | Guerreros de Neumane                  | 68 – 86                               | Piratas de Los Lagos            |  |
|                                       |                                       |                                       |                                 |  |
| Parciales: 15–26, 14–15, 25–23, 14–22 | Parciales: 15–26, 14–15, 25–23, 14–22 | Parciales: 15–26, 14–15, 25–23, 14–22 | Coliseo Tsáchila, Santo Domingo |  |
| Andrés Valencia - 25                  | Pts                                   | 31 - Alejo Montes                     | Coliseo Tsáchila, Santo Domingo |  |
| Andrés Bejarano - 7                   | Rebs                                  | 7 - Paul Larsen                       | Coliseo Tsáchila, Santo Domingo |  |
| Sebastián Obando - 5                  | Asists                                | 5 - David Arcila                      | Coliseo Tsáchila, Santo Domingo |  |

| 13 de sept, 20:00                     | Jorge Gúzman                          | 96 – 94                               | Piratas de Los Lagos         |  |
|                                       |                                       |                                       |                              |  |
| Parciales: 17–22, 24–30, 24–21, 21–13 | Parciales: 17–22, 24–30, 24–21, 21–13 | Parciales: 17–22, 24–30, 24–21, 21–13 | Coliseo Ciudad de Loja, Loja |  |
| Franco Borsellino - 24                | Pts                                   | 25 - Alejo Montes                     | Coliseo Ciudad de Loja, Loja |  |
| Edgardo Torne - 6                     | Rebs                                  | 10 - Eduard Caicedo                   | Coliseo Ciudad de Loja, Loja |  |
| Franco Borsellino - 14                | Asists                                | 7 - David Arcila                      | Coliseo Ciudad de Loja, Loja |  |

| 14 de sept, 20:00                     | James Liberio                         | 86 – 79                               | Guerreros de Neumane                |  |
|                                       |                                       |                                       |                                     |  |
| Parciales: 24–17, 19–19, 24–26, 19–17 | Parciales: 24–17, 19–19, 24–26, 19–17 | Parciales: 24–17, 19–19, 24–26, 19–17 | Coliseo Justo Morán Cornejo, Vinces |  |
| Paul Marigney - 26                    | Pts                                   | 22 - Justin Pierce                    | Coliseo Justo Morán Cornejo, Vinces |  |
| Engel Tenorio - 9                     | Rebs                                  | 10 -Justin Pierce                     | Coliseo Justo Morán Cornejo, Vinces |  |
| Paul Marigney - 5                     | Asists                                | 1 - Justin Pierce                     | Coliseo Justo Morán Cornejo, Vinces |  |

| 13 de sept, 20:00                     | Jorge Gúzman                          | 96 – 94                               | Piratas de Los Lagos         |  |
|                                       |                                       |                                       |                              |  |
| Parciales: 17–22, 24–30, 24–21, 21–13 | Parciales: 17–22, 24–30, 24–21, 21–13 | Parciales: 17–22, 24–30, 24–21, 21–13 | Coliseo Ciudad de Loja, Loja |  |
| Franco Borsellino - 24                | Pts                                   | 25 - Alejo Montes                     | Coliseo Ciudad de Loja, Loja |  |
| Edgardo Torne - 6                     | Rebs                                  | 10 - Eduard Caicedo                   | Coliseo Ciudad de Loja, Loja |  |
| Franco Borsellino - 14                | Asists                                | 7 - David Arcila                      | Coliseo Ciudad de Loja, Loja |  |

| 14 de sept, 20:00                     | James Liberio                         | 86 – 79                               | Guerreros de Neumane                |  |
|                                       |                                       |                                       |                                     |  |
| Parciales: 24–17, 19–19, 24–26, 19–17 | Parciales: 24–17, 19–19, 24–26, 19–17 | Parciales: 24–17, 19–19, 24–26, 19–17 | Coliseo Justo Morán Cornejo, Vinces |  |
| Paul Marigney - 26                    | Pts                                   | 22 - Justin Pierce                    | Coliseo Justo Morán Cornejo, Vinces |  |
| Engel Tenorio - 9                     | Rebs                                  | 10 -Justin Pierce                     | Coliseo Justo Morán Cornejo, Vinces |  |
| Paul Marigney - 5                     | Asists                                | 1 - Justin Pierce                     | Coliseo Justo Morán Cornejo, Vinces |  |

| 16 de sept, 20:00                     | Guerreros de Neumane                  | 85 – 72                               | Jorge Gúzman                    |  |
|                                       |                                       |                                       |                                 |  |
| Parciales: 23–14, 18–22, 26–14, 18–22 | Parciales: 23–14, 18–22, 26–14, 18–22 | Parciales: 23–14, 18–22, 26–14, 18–22 | Coliseo Tsáchila, Santo Domingo |  |
| Myron McGowan - 24                    | Pts                                   | 27 - Demián Álvarez                   | Coliseo Tsáchila, Santo Domingo |  |
| Andrés Valencia - 10                  | Rebs                                  | 15 - Franco Borsellino                | Coliseo Tsáchila, Santo Domingo |  |
| Justin Pierce - 5                     | Asists                                | 4 - Edgardo Torne                     | Coliseo Tsáchila, Santo Domingo |  |

| 16 de sept, 20:00                     | Piratas de Los Lagos                  | 87 – 78                               | James Liberio                     |  |
|                                       |                                       |                                       |                                   |  |
| Parciales: 17–18, 23–20, 23–20, 24–20 | Parciales: 17–18, 23–20, 23–20, 24–20 | Parciales: 17–18, 23–20, 23–20, 24–20 | Coliseo Luis Leoro Franco, Ibarra |  |
| Adriano Barreras - 23                 | Pts                                   | 36 - Paul Marigney                    | Coliseo Luis Leoro Franco, Ibarra |  |
| Paul Larsen - 9                       | Rebs                                  | 7 - Paul Marigney                     | Coliseo Luis Leoro Franco, Ibarra |  |
| Alejo Montes - 6                      | Asists                                | 7 - Paul Marigney                     | Coliseo Luis Leoro Franco, Ibarra |  |

| 16 de sept, 20:00                     | Guerreros de Neumane                  | 85 – 72                               | Jorge Gúzman                    |  |
|                                       |                                       |                                       |                                 |  |
| Parciales: 23–14, 18–22, 26–14, 18–22 | Parciales: 23–14, 18–22, 26–14, 18–22 | Parciales: 23–14, 18–22, 26–14, 18–22 | Coliseo Tsáchila, Santo Domingo |  |
| Myron McGowan - 24                    | Pts                                   | 27 - Demián Álvarez                   | Coliseo Tsáchila, Santo Domingo |  |
| Andrés Valencia - 10                  | Rebs                                  | 15 - Franco Borsellino                | Coliseo Tsáchila, Santo Domingo |  |
| Justin Pierce - 5                     | Asists                                | 4 - Edgardo Torne                     | Coliseo Tsáchila, Santo Domingo |  |

| 16 de sept, 20:00                     | Piratas de Los Lagos                  | 87 – 78                               | James Liberio                     |  |
|                                       |                                       |                                       |                                   |  |
| Parciales: 17–18, 23–20, 23–20, 24–20 | Parciales: 17–18, 23–20, 23–20, 24–20 | Parciales: 17–18, 23–20, 23–20, 24–20 | Coliseo Luis Leoro Franco, Ibarra |  |
| Adriano Barreras - 23                 | Pts                                   | 36 - Paul Marigney                    | Coliseo Luis Leoro Franco, Ibarra |  |
| Paul Larsen - 9                       | Rebs                                  | 7 - Paul Marigney                     | Coliseo Luis Leoro Franco, Ibarra |  |
| Alejo Montes - 6                      | Asists                                | 7 - Paul Marigney                     | Coliseo Luis Leoro Franco, Ibarra |  |

## Tabla acumulada

### Clasificación
| Pos | Equipo               | PJ | PG | PP | %PG | PPP  | PCPP | Pts |
| --- | -------------------- | -- | -- | -- | --- | ---- | ---- | --- |
| 1.  | Leones de Riobamba   | 20 | 14 | 6  | 70% | 88.7 | 80.3 | 34  |
| 2.  | Barcelona S. C.      | 20 | 13 | 7  | 65% | 86.7 | 78.8 | 33  |
| 3.  | Piratas de Los Lagos | 20 | 12 | 8  | 60% | 81.1 | 76.3 | 32  |
| 4.  | Jorge Guzmán         | 20 | 12 | 8  | 60% | 89.6 | 86.5 | 32  |
| 5.  | James Liberio        | 20 | 11 | 9  | 55% | 84   | 85.1 | 31  |
| 6.  | Club Spartans        | 20 | 10 | 10 | 50% | 88.4 | 84.3 | 30  |
| 7.  | Guerreros de Neumane | 20 | 7  | 13 | 35% | 79.5 | 82.2 | 27  |
| 8.  | CyC Portoviejo       | 20 | 1  | 19 | 5%  | 70.7 | 95.2 | 21  |

## Fase final

### Playoffs
|  | Cuartos de final              | Cuartos de final                                                        | Cuartos de final              |                                                                   |   | Semifinales                                                             | Semifinales                | Semifinales                |  |   | Final                       | Final                       | Final                       |  |
|  | 21 de septiembre 1 de octubre | 21 de septiembre 1 de octubre                                           | 21 de septiembre 1 de octubre |                                                                   |   | 5 de octubre 16 de octubre                                              | 5 de octubre 16 de octubre | 5 de octubre 16 de octubre |  |   | 19 de octubre 28 de octubre | 19 de octubre 28 de octubre | 19 de octubre 28 de octubre |  |
|  |                               |                                                                         |                               |                                                                   |   |                                                                         |                            |                            |  |   |                             |                             |                             |  |
|  |                               |                                                                         |                               |                                                                   |   |                                                                         |                            |                            |  |   |                             |                             |                             |  |
|  | 1                             | [[Archivo:\|20x20px\|border\|Bandera de Chimborazo]] Leones de Riobamba | 3                             |                                                                   |   |                                                                         |                            |                            |  |   |                             |                             |                             |  |
|  | 1                             | [[Archivo:\|20x20px\|border\|Bandera de Chimborazo]] Leones de Riobamba | 3                             |                                                                   |   |                                                                         |                            |                            |  |   |                             |                             |                             |  |
|  | 8                             | CyC Portoviejo                                                          | 0                             |                                                                   |   |                                                                         |                            |                            |  |   |                             |                             |                             |  |
|  | 8                             | CyC Portoviejo                                                          | 0                             |                                                                   | 1 | [[Archivo:\|20x20px\|border\|Bandera de Chimborazo]] Leones de Riobamba | 2                          |                            |  |   |                             |                             |                             |  |
|  |                               |                                                                         |                               |                                                                   | 1 | [[Archivo:\|20x20px\|border\|Bandera de Chimborazo]] Leones de Riobamba | 2                          |                            |  |   |                             |                             |                             |  |
|  |                               |                                                                         | 4                             | Jorge Guzmán                                                      | 3 |                                                                         |                            |                            |  |   |                             |                             |                             |  |
|  | 4                             | Jorge Guzmán                                                            | 4                             | Jorge Guzmán                                                      | 3 | 3                                                                       |                            |                            |  |   |                             |                             |                             |  |
|  | 4                             | Jorge Guzmán                                                            |                               |                                                                   |   |                                                                         |                            |                            |  |   |                             |                             |                             |  |
|  | 5                             | James Liberio                                                           | 1                             |                                                                   |   |                                                                         |                            |                            |  |   |                             |                             |                             |  |
|  | 5                             | James Liberio                                                           | 1                             |                                                                   |   |                                                                         |                            |                            |  | 4 | Jorge Guzmán                | 4                           |                             |  |
|  |                               |                                                                         |                               |                                                                   |   |                                                                         |                            |                            |  | 4 | Jorge Guzmán                | 4                           |                             |  |
|  |                               |                                                                         | 2                             | Barcelona S. C.                                                   | 2 |                                                                         |                            |                            |  |   |                             |                             |                             |  |
|  | 2                             | Barcelona S. C.                                                         | 2                             | Barcelona S. C.                                                   | 2 | 3                                                                       |                            |                            |  |   |                             |                             |                             |  |
|  | 2                             | Barcelona S. C.                                                         |                               |                                                                   |   |                                                                         |                            |                            |  |   |                             |                             |                             |  |
|  | 7                             | Guerreros de Neumane                                                    | 1                             |                                                                   |   |                                                                         |                            |                            |  |   |                             |                             |                             |  |
|  | 7                             | Guerreros de Neumane                                                    | 1                             |                                                                   | 2 | Barcelona S. C.                                                         | 3                          |                            |  |   |                             |                             |                             |  |
|  |                               |                                                                         |                               |                                                                   | 2 | Barcelona S. C.                                                         | 3                          |                            |  |   |                             |                             |                             |  |
|  |                               |                                                                         | 6                             | [[Archivo:\|20x20px\|border\|Bandera de Pichincha]] Club Spartans | 2 |                                                                         |                            |                            |  |   |                             |                             |                             |  |
|  | 3                             | Piratas de los Lagos                                                    | 6                             | [[Archivo:\|20x20px\|border\|Bandera de Pichincha]] Club Spartans | 2 | 1                                                                       |                            |                            |  |   |                             |                             |                             |  |
|  | 3                             | Piratas de los Lagos                                                    |                               |                                                                   |   |                                                                         |                            |                            |  |   |                             |                             |                             |  |
|  | 6                             | [[Archivo:\|20x20px\|border\|Bandera de Pichincha]] Club Spartans       | 3                             |                                                                   |   |                                                                         |                            |                            |  |   |                             |                             |                             |  |
|  | 6                             | [[Archivo:\|20x20px\|border\|Bandera de Pichincha]] Club Spartans       | 3                             |                                                                   |   |                                                                         |                            |                            |  |   |                             |                             |                             |  |
|  |                               |                                                                         |                               |                                                                   |   |                                                                         |                            |                            |  |   |                             |                             |                             |  |

### Resultados
- Los horarios corresponden al huso horario de Ecuador: (UTC-05:00).

#### (1) Leones de Riobamba vs. (8) CyC Portoviejo
| 21 de septiembre, 20:00 | Leones de Riobamba                                           | 113–72       | CyC Portoviejo                                           | Riobamba                                 |  |  |
|                         | Parciales: 25-20, 30-19, 26-19, 32-14                        |              |                                                          |                                          |  |  |
|                         | Estadísticas Jorge Banegas 23 Julio Porozo 12 Javier Bollo 4 | Pts Reb Asts | Estadísticas 17 Nixon Mina 9 Nixon Mina 3 Erick Martínez | Pabellón: Coliseo Teodoro Gallegos Borja |  |  |
| Serie: 1-0              |                                                              |              |                                                          |                                          |  |  |
|                         |                                                              |              |                                                          |                                          |  |  |

| 22 de septiembre, 20:00 | Leones de Riobamba                                            | 111–60       | CyC Portoviejo                                                          | Riobamba                                 |  |  |
|                         | Parciales: 38-13, 23-15, 32-13, 18-13                         |              |                                                                         |                                          |  |  |
|                         | Estadísticas Jorge Banegas 25 Mateo Moncayo 8 Álvaro Chervo 5 | Pts Reb Asts | Estadísticas 17 Jonathan Maxwell 12 Jonathan Maxwell 2 Jonathan Maxwell | Pabellón: Coliseo Teodoro Gallegos Borja |  |  |
| Serie: 2-0              |                                                               |              |                                                                         |                                          |  |  |
|                         |                                                               |              |                                                                         |                                          |  |  |

| 23 de septiembre, 20:00 | CyC Portoviejo                                                   | 77–113       | Leones de Riobamba                                                 | Riobamba                                 |  |  |
|                         | Parciales: 16-26, 15-28, 14-32, 32-27                            |              |                                                                    |                                          |  |  |
|                         | Estadísticas Nixon Mina 21 Jonathan Maxwell 8 Jonathan Maxwell 2 | Pts Reb Asts | Estadísticas 16 Niremberg Escalona 14 Julio Porozo 4 Mateo Moncayo | Pabellón: Coliseo Teodoro Gallegos Borja |  |  |
| Serie: 0-3              |                                                                  |              |                                                                    |                                          |  |  |
|                         |                                                                  |              |                                                                    |                                          |  |  |

#### (4) Jorge Guzmán vs. (5) James Liberio
| 21 de septiembre, 20:00 | Jorge Guzmán                                                           | 92–88        | James Liberio                                                 | Loja                             |  |  |
|                         | Parciales: 24-19, 13-13, 25-30, 30-26                                  |              |                                                               |                                  |  |  |
|                         | Estadísticas Demian Álvarez 23 Kevin Caraballo 16 Franco Borsellino 11 | Pts Reb Asts | Estadísticas 30 Paul Marigney 8 Paul Marigney 3 Engel Tenorio | Pabellón: Coliseo Ciudad de Loja |  |  |
| Serie: 1-0              |                                                                        |              |                                                               |                                  |  |  |
|                         |                                                                        |              |                                                               |                                  |  |  |

| 23 de septiembre, 20:00 | Jorge Guzmán                                                          | 87–81        | James Liberio                                                  | Loja                             |  |  |
|                         | Parciales: 17-26, 21-14, 16-25, 33-20                                 |              |                                                                |                                  |  |  |
|                         | Estadísticas Demian Álvarez 35 Kevin Caraballo 16 Franco Borsellino 7 | Pts Reb Asts | Estadísticas 30 Paul Marigney 10 Paul Marigney 5 Engel Tenorio | Pabellón: Coliseo Ciudad de Loja |  |  |
| Serie: 2-0              |                                                                       |              |                                                                |                                  |  |  |
|                         |                                                                       |              |                                                                |                                  |  |  |

| 28 de septiembre, 20:00 | James Liberio                                                              | 91–86        | Jorge Guzmán                                                           | Vinces                                |  |  |
|                         | Parciales: 24-15, 29-26, 20-22, 18-23                                      |              |                                                                        |                                       |  |  |
|                         | Estadísticas Paul Marigney 23 Anderson Chancellor 15 Anderson Chancellor 3 | Pts Reb Asts | Estadísticas 24 Kevin Caraballo 16 Kevin Caraballo 3 Franco Borsellino | Pabellón: Coliseo Justo Morán Cornejo |  |  |
| Serie: 1-2              |                                                                            |              |                                                                        |                                       |  |  |
|                         |                                                                            |              |                                                                        |                                       |  |  |

| 30 de septiembre, 20:00 | James Liberio                                                        | 84–96        | Jorge Guzmán                                                             | Vinces                                |  |  |
|                         | Parciales: 15-20, 17-20, 24-39, 28-17                                |              |                                                                          |                                       |  |  |
|                         | Estadísticas Aníbal Malatay 24 Anderson Chancellor 8 Paul Marigney 4 | Pts Reb Asts | Estadísticas 29 Franco Borsellino 16 Kevin Caraballo 5 Franco Borsellino | Pabellón: Coliseo Justo Morán Cornejo |  |  |
| Serie: 1-3              |                                                                      |              |                                                                          |                                       |  |  |
|                         |                                                                      |              |                                                                          |                                       |  |  |

#### (2) Barcelona S. C. vs. (7) Guerreros de Neumane
| 22 de septiembre, 20:00 | Barcelona S. C.                                                    | 87–101       | Guerreros de Neumane                                            | Guayaquil                            |  |  |
|                         | Parciales: 25-25, 19-24, 23-28, 20-24                              |              |                                                                 |                                      |  |  |
|                         | Estadísticas Yasmani Fundora 31 Yasmani Fundora 6 Andrés Carmona 2 | Pts Reb Asts | Estadísticas 32 Justin Pierce 6 Andrés Valencia 6 Justin Pierce | Pabellón: Coliseo Abel Jiménez Parra |  |  |
| Serie: 0-1              |                                                                    |              |                                                                 |                                      |  |  |
|                         |                                                                    |              |                                                                 |                                      |  |  |

| 24 de septiembre, 20:00 | Barcelona S. C.                                                        | 110–89       | Guerreros de Neumane                                              | Guayaquil                            |  |  |
|                         | Parciales: 23-18, 26-17, 30-27, 31-27                                  |              |                                                                   |                                      |  |  |
|                         | Estadísticas Tirrell Brown 26 Yasmani Fundora 10 Raúl Freire Del Tio 7 | Pts Reb Asts | Estadísticas 23 Andrés Bejarano 4 Andrés Bejarano 4 Myron McGowan | Pabellón: Coliseo Abel Jiménez Parra |  |  |
| Serie: 1-1              |                                                                        |              |                                                                   |                                      |  |  |
|                         |                                                                        |              |                                                                   |                                      |  |  |

| 28 de septiembre, 20:00 | Guerreros de Neumane                                             | 70–102       | Barcelona S. C.                                                | Santo Domingo              |  |  |
|                         | Parciales: 18-21, 6-21, 16-30, 30-30                             |              |                                                                |                            |  |  |
|                         | Estadísticas Myron McGowan 18 Andrés Valencia 11 Justin Pierce 4 | Pts Reb Asts | Estadísticas 29 Tirrell Brown 11 Tirrell Brown 3 Octavio Muñoz | Pabellón: Coliseo Tsáchila |  |  |
| Serie: 1-2              |                                                                  |              |                                                                |                            |  |  |
|                         |                                                                  |              |                                                                |                            |  |  |

| 30 de septiembre, 20:00 | Guerreros de Neumane                                            | 78–79        | Barcelona S. C.                                               | Santo Domingo              |  |  |
|                         | Parciales: 28-16, 14-27, 22-13, 14-23                           |              |                                                               |                            |  |  |
|                         | Estadísticas Myron McGowan 28 Andrés Valencia 8 Myron McGowan 4 | Pts Reb Asts | Estadísticas 23 Jordan Glover 8 Tirrell Brown 3 Octavio Muñoz | Pabellón: Coliseo Tsáchila |  |  |
| Serie: 1-3              |                                                                 |              |                                                               |                            |  |  |
|                         |                                                                 |              |                                                               |                            |  |  |

#### (3) Piratas de Los Lagos vs. (6) Club Spartans
| 22 de septiembre, 20:00 | Piratas de Los Lagos                                               | 87–77        | Club Spartans                                                   | Ibarra                              |  |  |
|                         | Parciales: 18-15, 18-29, 17-20, 34-13                              |              |                                                                 |                                     |  |  |
|                         | Estadísticas Adriano Barreras 27 Myles Thomas 7 Adriano Barreras 7 | Pts Reb Asts | Estadísticas 24 Martín Chervo 9 Nigel Jones 10 Andrés Cochambay | Pabellón: Coliseo Luis Leoro Franco |  |  |
| Serie: 1-0              |                                                                    |              |                                                                 |                                     |  |  |
|                         |                                                                    |              |                                                                 |                                     |  |  |

| 25 de septiembre, 18:00 | Piratas de Los Lagos                                          | 90–100       | Club Spartans                                           | Ibarra                              |  |  |
|                         | Parciales: 19-24, 26-23, 21-27, 24-26                         |              |                                                         |                                     |  |  |
|                         | Estadísticas Alejo Montes 21 Paul Larsen 6 Adriano Barreras 8 | Pts Reb Asts | Estadísticas 30 Nigel Jones 6 Álvaro Peña 7 Álvaro Peña | Pabellón: Coliseo Luis Leoro Franco |  |  |
| Serie: 1-1              |                                                               |              |                                                         |                                     |  |  |
|                         |                                                               |              |                                                         |                                     |  |  |

| 29 de septiembre, 20:00 | Club Spartans                                             | 74–68        | Piratas de Los Lagos                                            | Quito                                 |  |  |
|                         | Parciales: 17-9, 16-20, 16-18, 14-16                      |              |                                                                 |                                       |  |  |
|                         | Estadísticas Álvaro Peña 28 Marín Chervo 14 Álvaro Peña 5 | Pts Reb Asts | Estadísticas 19 Alejo Montes 10 Myles Thomas 3 Adriano Barreras | Pabellón: Coliseo Julio César Hidalgo |  |  |
| Serie: 2-1              |                                                           |              |                                                                 |                                       |  |  |
|                         |                                                           |              |                                                                 |                                       |  |  |

| 1 de octubre, 20:00 | Club Spartans                                            | 82–66        | Piratas de Los Lagos                                     | Quito                                 |  |  |
|                     | Parciales: 17-15, 23-14, 23-19, 19-18                    |              |                                                          |                                       |  |  |
|                     | Estadísticas Nigel Jones 31 Álvaro Peña 12 Nigel Jones 4 | Pts Reb Asts | Estadísticas 17 Paul Larsen 9 Paul Larsen 2 Luis Riascos | Pabellón: Coliseo Julio César Hidalgo |  |  |
| Serie: 3-1          |                                                          |              |                                                          |                                       |  |  |
|                     |                                                          |              |                                                          |                                       |  |  |

### Resultados
- Los horarios corresponden al huso horario de Ecuador: (UTC-05:00).

#### (1) Leones de Riobamba vs. (4) Jorge Guzmán
| 5 de octubre, 20:00 | Leones de Riobamba                                             | 89–95        | Jorge Guzmán                                                          | Riobamba                                 |  |  |
|                     | Parciales: 22-23, 19-28, 26-20, 22-24                          |              |                                                                       |                                          |  |  |
|                     | Estadísticas Jorge Banegas 27 Jorge Banegas 12 Jorge Banegas 3 | Pts Reb Asts | Estadísticas 26 Kevin Caraballo 6 Kevin Caraballo 5 Franco Borsellino | Pabellón: Coliseo Teodoro Gallegos Borja |  |  |
| Serie: 0-1          |                                                                |              |                                                                       |                                          |  |  |
|                     |                                                                |              |                                                                       |                                          |  |  |

| 7 de octubre, 20:00 | Leones de Riobamba                                           | 78–63        | Jorge Guzmán                                                         | Riobamba                                 |  |  |
|                     | Parciales: 17-13, 23-14, 17-19, 21-17                        |              |                                                                      |                                          |  |  |
|                     | Estadísticas Jorge Banegas 28 Javier Bollo 14 Javier Bollo 1 | Pts Reb Asts | Estadísticas 20 Demian Álvarez 7 Kevin Caraballo 3 Franco Borsellino | Pabellón: Coliseo Teodoro Gallegos Borja |  |  |
| Serie: 1-1          |                                                              |              |                                                                      |                                          |  |  |
|                     |                                                              |              |                                                                      |                                          |  |  |

| 10 de octubre, 20:00 | Jorge Guzmán                                                         | 98–82        | Leones de Riobamba                                                 | Loja                             |  |  |
|                      | Parciales: 29-16, 15-16, 26-20, 28-30                                |              |                                                                    |                                  |  |  |
|                      | Estadísticas Demian Álvarez 29 Montaño Gamboa 10 Franco Borsellino 6 | Pts Reb Asts | Estadísticas 21 Álvaro Chervo 9 Jorge Banegas 2 Niremberg Escalona | Pabellón: Coliseo Ciudad de Loja |  |  |
| Serie: 2-1           |                                                                      |              |                                                                    |                                  |  |  |
|                      |                                                                      |              |                                                                    |                                  |  |  |

| 12 de octubre, 20:00 | Jorge Guzmán                                                       | 88–89        | Leones de Riobamba                                            | Loja                             |  |  |
|                      | Parciales: 18-18, 22-14, 17-20, 22-27                              |              |                                                               |                                  |  |  |
|                      | Estadísticas Demian Álvarez 26 Kevin Caraballo 14 Demian Álvarez 4 | Pts Reb Asts | Estadísticas 23 Álvaro Chervo 15 Javier Bollo 4 Álvaro Chervo | Pabellón: Coliseo Ciudad de Loja |  |  |
| Serie: 2-2           |                                                                    |              |                                                               |                                  |  |  |
|                      |                                                                    |              |                                                               |                                  |  |  |

| 16 de octubre, 20:00 | Leones de Riobamba                                                      | 88–92        | Jorge Guzmán                                                       | Riobamba                                 |  |  |
|                      | Parciales: 13-25, 21-7, 26-31, 28-29                                    |              |                                                                    |                                          |  |  |
|                      | Estadísticas Jorge Banegas 26 Niremberg Escalona 9 Niremberg Escalona 2 | Pts Reb Asts | Estadísticas 19 Montaño Gamboa 12 Kevin Caraballo 1 Demian Álvarez | Pabellón: Coliseo Teodoro Gallegos Borja |  |  |
| Serie: 2-3           |                                                                         |              |                                                                    |                                          |  |  |
|                      |                                                                         |              |                                                                    |                                          |  |  |

#### (2) Barcelona S. C. vs. (6) Club Spartans
| 6 de octubre, 20:00 | Barcelona S. C.                                                    | 96–74        | Club Spartans                                             | Guayaquil                            |  |  |
|                     | Parciales: 18-18, 26-15, 24-17, 28-24                              |              |                                                           |                                      |  |  |
|                     | Estadísticas Yasmani Fundora 27 Yasmani Fundora 7 Octavio Muñoz 12 | Pts Reb Asts | Estadísticas 25 Nigel Jones 5 Martín Chervo 5 Nigel Jones | Pabellón: Coliseo Abel Jiménez Parra |  |  |
| Serie: 1-0          |                                                                    |              |                                                           |                                      |  |  |
|                     |                                                                    |              |                                                           |                                      |  |  |

| 8 de octubre, 20:00 | Barcelona S. C.                                              | 92–106       | Club Spartans                                             | Guayaquil                            |  |  |
|                     | Parciales: 26-22, 17-37, 20-32, 29-15                        |              |                                                           |                                      |  |  |
|                     | Estadísticas Tirrell Brown 27 Tirrell Brown 6 Reggie Baker 9 | Pts Reb Asts | Estadísticas 35 Álvaro Peña 9 Martín Chervo 7 Álvaro Peña | Pabellón: Coliseo Abel Jiménez Parra |  |  |
| Serie: 1-1          |                                                              |              |                                                           |                                      |  |  |
|                     |                                                              |              |                                                           |                                      |  |  |

| 12 de octubre, 20:00 | Club Spartans                                             | 82–93        | Barcelona S. C.                                               | Quito                                 |  |  |
|                      | Parciales: 24-29, 18-23, 22-21, 18-20                     |              |                                                               |                                       |  |  |
|                      | Estadísticas Martín Chervo 26 Álvaro Peña 8 Álvaro Peña 2 | Pts Reb Asts | Estadísticas 25 Reggie Baker 12 Tirrell Brown 4 Octavio Muñoz | Pabellón: Coliseo Julio César Hidalgo |  |  |
| Serie: 1-2           |                                                           |              |                                                               |                                       |  |  |
|                      |                                                           |              |                                                               |                                       |  |  |

| 14 de octubre, 20:00 | Club Spartans                                             | 103–97       | Barcelona S. C.                                                  | Quito                                 |  |  |
|                      | Parciales: 26-15, 21-18, 18-22, 24-34                     |              |                                                                  |                                       |  |  |
|                      | Estadísticas Álvaro Peña 28 Martín Chervo 8 Álvaro Peña 4 | Pts Reb Asts | Estadísticas 28 Yasmani Fundora 15 Tirrell Brown 5 Tirrell Brown | Pabellón: Coliseo Julio César Hidalgo |  |  |
| Serie: 2-2           |                                                           |              |                                                                  |                                       |  |  |
|                      |                                                           |              |                                                                  |                                       |  |  |

| 16 de octubre, 20:00 | Barcelona S. C.                                                  | 85–77        | Club Spartans                                             | Guayaquil                            |  |  |
|                      | Parciales: 16-17, 21-9, 17-24, 31-27                             |              |                                                           |                                      |  |  |
|                      | Estadísticas Yasmani Fundora 25 Tirrell Brown 10 Octavio Muñoz 6 | Pts Reb Asts | Estadísticas 22 Martín Chervo 7 Álvaro Peña 4 Álvaro Peña | Pabellón: Coliseo Abel Jiménez Parra |  |  |
| Serie: 3-2           |                                                                  |              |                                                           |                                      |  |  |
|                      |                                                                  |              |                                                           |                                      |  |  |

### Resultados
- Los horarios corresponden al huso horario de Ecuador: (UTC-05:00).

#### (4) Jorge Guzmán vs. (2) Barcelona S. C.[4][5]
| 19 de octubre, 20:00 | Barcelona S. C.                                                  | 99–93        | Jorge Guzmán                                                        | Guayaquil                            |  |  |
|                      | Parciales: 26-22, 26-23, 22-28, 25-20                            |              |                                                                     |                                      |  |  |
|                      | Estadísticas Tirrell Brown 27 Yasmani Fundora 15 Octavio Muñoz 7 | Pts Reb Asts | Estadísticas 31 Kevin Carballo 10 Edgardo Torne 6 Franco Borsellino | Pabellón: Coliseo Abel Jiménez Parra |  |  |
| Serie: 1-0           |                                                                  |              |                                                                     |                                      |  |  |
|                      |                                                                  |              |                                                                     |                                      |  |  |

| 20 de octubre, 20:00 | Barcelona S. C.                                                  | 103–107      | Jorge Guzmán                                                       | Guayaquil                            |  |  |
|                      | Parciales: 24-17, 23-20, 22-33, 24-23                            |              |                                                                    |                                      |  |  |
|                      | Estadísticas Reggie Baker 34 Yasmani Fundora 11 Octavio Muñoz 12 | Pts Reb Asts | Estadísticas 29 Edgardo Torne 9 Edgardo Torne 13 Franco Borsellino | Pabellón: Coliseo Abel Jiménez Parra |  |  |
| Serie: 1-1           |                                                                  |              |                                                                    |                                      |  |  |
|                      |                                                                  |              |                                                                    |                                      |  |  |

| 22 de octubre, 20:00 | Jorge Guzmán                                                          | 77–83        | Barcelona S. C.                                                | Loja                             |  |  |
|                      | Parciales: 23-18, 22-26, 17-23, 15-16                                 |              |                                                                |                                  |  |  |
|                      | Estadísticas Demian Álvarez 27 Kevin Caraballo 15 Franco Borsellino 6 | Pts Reb Asts | Estadísticas 20 Reggie Baker 6 Yasmani Fundora 3 Octavio Muñoz | Pabellón: Coliseo Ciudad de Loja |  |  |
| Serie: 1-2           |                                                                       |              |                                                                |                                  |  |  |
|                      |                                                                       |              |                                                                |                                  |  |  |

| 24 de octubre, 20:00 | Jorge Guzmán                                                      | 91–82        | Barcelona S. C.                                             | Loja                             |  |  |
|                      | Parciales: 33-13, 15-21, 22-25, 21-23                             |              |                                                             |                                  |  |  |
|                      | Estadísticas Demian Álvarez 30 Kevin Caraballo 9 Demian Álvarez 7 | Pts Reb Asts | Estadísticas 22 Reggie Baker 9 Octavio Muñoz 6 Reggie Baker | Pabellón: Coliseo Ciudad de Loja |  |  |
| Serie: 2-2           |                                                                   |              |                                                             |                                  |  |  |
|                      |                                                                   |              |                                                             |                                  |  |  |

| 26 de octubre, 20:00 | Barcelona S. C.                                                  | 91–95        | Jorge Guzmán                                                        | Guayaquil                            |  |  |
|                      | Parciales: 22-20, 24-24, 22-25, 23-26                            |              |                                                                     |                                      |  |  |
|                      | Estadísticas Michael Torres 30 Octavio Muñoz 10 Octavio Muñoz 10 | Pts Reb Asts | Estadísticas 31 Demian Álvarez 13 Kevin Caraballo 6 Kevin Caraballo | Pabellón: Coliseo Abel Jiménez Parra |  |  |
| Serie: 2-3           |                                                                  |              |                                                                     |                                      |  |  |
|                      |                                                                  |              |                                                                     |                                      |  |  |

| 28 de octubre, 20:00 | Jorge Guzmán                                                          | 107–91       | Barcelona S. C.                                                 | Loja                             |  |  |
|                      | Parciales: 25-24, 34-15, 31-25, 17-27                                 |              |                                                                 |                                  |  |  |
|                      | Estadísticas Edgardo Torne 29 Kevin Caraballo 17 Franco Borsellino 10 | Pts Reb Asts | Estadísticas 25 Andrés Carmona 7 Yasmani Fundora 4 Reggie Baker | Pabellón: Coliseo Ciudad de Loja |  |  |
| Serie: 4-2           |                                                                       |              |                                                                 |                                  |  |  |
|                      |                                                                       |              |                                                                 |                                  |  |  |

| Bandera de Ecuador                              |
| Campeón Club Deportivo Jorge Guzmán 1.er título |